# Dingen die niet voorbijgaan
Dingen die niet voorbijgaan  is een televisiefilm uit 1970 van regisseur Philo Bregstein over de historicus Jacques Presser.

## Beschrijving
De film vormt het door hemzelf vertelde levensverhaal van de Joodse historicus en hoogleraar Presser met in het beeld een compilatie van geluidsopnames, historische foto's, archiefbeelden en filmopnamen van Presser zelf. De Engelse versie, genaamd The past that lives, heeft een Engels commentaar. Het oorspronkelijk door Presser in het Nederlands gesproken commentaar is nagesproken door Ton van Duinhoven. De film werd gemaakt in opdracht van de VARA en door deze omroep uitgezonden in 1970; op het filmfestival van Mannheim werd de film in datzelfde jaar tweemaal bekroond. De film is opgenomen in deel twee van de dvd-box Tijdsbeeld Nederland, hoogtepunten uit de Nederlandse documentaire film.